# Nicolás de Araníbar
Nicolás de Araníbar Fernández Cornejo (Locumba, 10 de septiembre de 1767 - Lima, 10 de julio de 1851) fue un abogado, magistrado y político peruano. Fue diputado y presidente del Primer Congreso Constituyente del Perú (1823), senador de la República (1829-1832), ministro de Gobierno y Relaciones Exteriores (1832) y presidente de la Corte Suprema en varios períodos.

## Estudios y primeras funciones
Hijo de Joaquín de Araníbar y Fernández Cornejo y Cipriana Fernández Cornejo y Rendón. Ingresó al Seminario de San Jerónimo de Arequipa y recibió la primera tonsura en 1797. Luego se trasladó al Cuzco, donde se recibió de abogado ante la Real Audiencia, el 20 de junio de 1798.
De retorno a Arequipa, ejerció como fiscal de la Intendencia. En 1812 fue elegido diputado por Arequipa ante las Cortes Generales de España, pero no quiso viajar a la península y permaneció en Arequipa, donde fue designado alcalde de primera nominación del ayuntamiento provincial, en 1813. Luego se trasladó a la capital del Virreinato, donde convalidó su título de abogado ante la Real Audiencia de Lima en 1814. Ejerció como abogado de las fuerzas eclesiásticas, y como asesor supernumerario y juez de alzadas del tribunal del Consulado de Lima.
En 1821 fue nombrado auditor general de guerra por el virrey José de la Serna. Cuando se produjo el avance del Ejército Libertador y la retirada de las fuerzas realistas de la capital, decidió permanecer en la ciudad. Se plegó entonces a la causa patriota y firmó el acta de Declaración de Independencia aprobada por los vecinos de Lima en sesión de cabildo abierto, el 15 de julio de 1821.

## Presidente del primer Congreso Constituyente
Fue elegido diputado por Arequipa ante el Primer Congreso Constituyente, cuya presidencia ejerció de 20 de febrero al 20 de abril de 1823.
Estuvo entre los diputados que acompañaron al presidente José de la Riva Agüero a Trujillo (norte del Perú), durante la crisis política que estalló en vísperas del arribo de Bolívar. Fue en esas circunstancias cuando el 19 de julio de 1823, Riva Agüero decretó la disolución del Congreso y estableció un senado, conocido como "Senado de Trujillo", compuesto por diez vocales elegidos entre los mismos diputados, uno por cada departamento: Nicolás de Araníbar (Arequipa), Hipólito Unanue (Tarma), José Pezet (Cusco), Francisco Salazar (Puno), José Rafael Miranda (Ayacucho), Justo Figuerola (Huancavelica), Manuel de Arias (Lima), Toribio Dávalos (La Costa), José de Larrea (Huaylas) y Martín de Ostolaza (Trujillo). Este senado celebró 27 sesiones del 18 de septiembre al 18 de noviembre de 1823. Los diputados que se opusieron fueron embarcados al sur. Pero tampoco Araníbar quiso apoyar a Riva Agüero y regresó a Lima para reintegrarse al Congreso legítimo, firmando la protesta contra los actos inconstitucionales de dicho mandatario (19 de agosto de 1823).
Consolidada la independencia, fue elegido decano del Colegio de Abogados de Lima en 1827, así como vocal interino de la Corte Superior de Justicia.

## Senador, consejero y ministro de Estado
Bajo el primer gobierno de Agustín Gamarra fue elegido senador por el departamento de Arequipa, así como diputado por la provincia de Arequipa (1829). Optó por ocupar la curul de senador, siendo reemplazado en la Cámara de Diputados por el suplente Manuel Gandarillas. Fue miembro de la Comisión Permanente y vicepresidente de su cámara en 1831.
Cuando el presidente del Senado Andrés Reyes y Buitrón tuvo que ocupar interinamente el Poder Ejecutivo por ausencia del presidente Gamarra, Araníbar, en su calidad de vicepresidente del Senado, ejerció la presidencia interina de este cuerpo legislativo (de 18 de abril a 7 de junio de 1831).
Durante el gobierno de Gamarra integró también el Consejo de Estado, de 1831 a 1832, al lado de personalidades como Manuel Tellería Vicuña, Andrés Reyes y Buitrón y José Braulio del Campo Redondo. Fue secretario permanente de dicho organismo. Y fue también ministro de Gobierno y Relaciones Exteriores por un breve período: de 5 de octubre a 13 de noviembre de 1832.

## Presidente de la Corte Suprema
El 24 de agosto de 1831 fue nombrado vocal de la Corte Suprema. A partir de entonces se consagró al ejercicio de la magistratura. Durante la reforma judicial de 1839 fue ratificado en su cargo.
Fue presidente de la Corte Suprema en cuatro períodos: 1835-1836, 1839-1840, 1842-1843 y 1851. Y en tal calidad, recibió en Palacio de Gobierno al general Juan Francisco de Vidal cuando este ingresó a Lima para ocupar la presidencia de la República, el 26 de agosto de 1842.
Falleció ejerciendo la más alta magistratura judicial, el 10 de julio de 1851. Fue sepultado en el Cementerio Presbítero Maestro. Su viuda, Lorenza del Llano y de la Casa, le sobrevivió por muchos años y murió en 1883.

## Descendencia
El 25 de julio de 1826 se casó con Lorenza del Llano y de la Casa, en la parroquia de San Marcelo (Lima). Tuvo nueve hijos, entre los cuales están: María Josefa de la Resurrección de Araníbar y Llano, que se casó con el general y político Manuel de Mendiburu; y José Nicolás de Araníbar y Llano, que también fue abogado, magistrado y político, y llegó a ejercer importantes cargos como el de ministro de Estado, senador y fiscal supremo.